# Shibatarian
Shibatarian (jap. シバタリアン) ist eine zuerst auf dem Webportal Shōnen Jump+ des Shūeisha-Verlags von April 2023 bis September 2024 veröffentlichte Horror-Manga-Reihe von Katsuya Iwamuro. Ab Juli 2023 erfolgte die Publikation in physischer Form in insgesamt fünf Bänden, sie wurde im Dezember des folgenden Jahres abgeschlossen. In deutscher Sprache erschienen bisher vier Bände bei Crunchyroll.

## Inhalt
Die Handlung folgt dem Mittelschüler Hajime Sato, der eines Tages seinen Mitschüler Hajime Shibata eingegraben vor einem Kirschbaum findet. Nachdem er ihn befreit hat, freunden sie sich an. Die Freundschaft verbindet eine tiefe Leidenschaft für den Film. Jedoch verschwindet Shibata plötzlich und nimmt erst Jahre später über die Klassensprecherin Michika Watari erneut Kontakt mit Sato auf.

## Veröffentlichung
Geschrieben und gezeichnet von Katsuya Iwamuro, erschien der Horror-Manga von April 2023 bis September 2024 im Online-Magazin Shōnen Jump+ des Verlags Shūeisha. Eine Veröffentlichung in physischer Form als Tankōbon erfolgte ab dem 4. Juli 2023 und wurde mit dem fünften Band am 4. Dezember 2024 zum Abschluss gebracht.
Eine italienische Übersetzung erschien sowohl digital als auch auf Papier beim Verlag Star Comics und eine englische auf dem Webportal Manga Plus, das zum Shūeisha-Verlag gehört.
Im Deutschen wird der Manga planmäßig bei Crunchyroll von Februar 2025 bis Oktober 2025 in fünf Bänden publiziert, wobei vom ersten Band auch eine Limited Edition erschien. Die Übersetzung aus dem Japanischen übernahmen Etsuko Tabuchi und Florian Weitschies.